# Столыпин, Андрей Владимирович
Андре́й Влади́мирович Столы́пин (11.06.1963, Ленинград) — российский художник, дизайнер, продюсер и журналист.

## Семья
Родился в 1963 году в семье многократного чемпиона Европы и мира по пулевой стрельбе из пистолета Владимира Столыпина и филолога-русиста Нины Шпекторовой, чей отец (Залман Шпекторов) был коллекционером и экспертом Эрмитажа по декоративно-прикладному искусству, дружившим с Максимом Горьким, Лидией Руслановой, Алексеем Толстым, Сергеем Кировым и завещавшим свою коллекцию русского фарфора Государственному Русскому Музею.

## Образование
В 1981 году Столыпин окончил школу № 190 при Мухинском Училище, в 1986 Ленинградское Высшее промышленно-художественное училище имени В. И. Мухиной, художник-конструктор.

## Карьера
Карьера Столыпина как художника тесно связана с отечественной рок-музыкой, её началом можно считать оформление легендарного концерта группы «Россияне» в Зелёном театре на Елагином острове в 1982 г. В том же году Андрей становится членом художественного совета Ленинградского рок-клуба, где на постоянной основе занимается организацией выставок и оформлением рок-концертов и рок-фестивалей.
В это же время с организации и проведения многочисленных домашних концертов Виктора Цоя, Александра Башлачёва, Михаила Науменко и Бориса Гребенщикова начинается карьера Столыпина как промоутера.
В 1984 году начинается сотрудничество Андрея с группами  Пикник, Объект Насмешек, Калинов Мост и Кино в качестве оформителя, дизайнера или художника по свету.
В 1985 Столыпин начинает работать с группой Алиса в качестве художника и дизайнера: он создаёт плакаты и логотип группы, дизайн «фирменных» футболок, сценические костюмы музыкантов и оформляет практически все концертные программы с 1986 по 1996 г.г.
Столыпин стал первым в стране создателем так называемого «фирменного стиля» рок-группы, стиля, который существует и работает по сей день.
В середине 90-х Столыпин уходит из «Алисы» .
В 2000 г. Столыпин создаёт и становится директором продюсерского центра «Best Presents», на счету которого такие крупные рок-фестивали, как 20-ти и 25-летие Ленинградского рок-клуба, спектакль «Смерть Тарелкина» в постановке Юрия Бутусова с участием Константина Хабенского, Михаила Пореченкова и Андрея Краско, моно-спектакли Михаила Казакова и Александра Филиппенко, а так же работа с группами  Пилот, Ва-Банк, Крематорий, Ночные снайперы.
С начала 2000 г.г. Столыпин активно занимается фотографией и участвует в фотовыставках «Пауза в движении», «Дорога из детства в детство», «Музыка тела».
Начиная с 2008 г. в качестве журналиста и обозревателя Столыпин сотрудничает с журналами «Private inFlight magazine» (Финляндия), «5 колесо» (Россия), «Afиша +» (Эстония).
Как действующий художник Столыпин начинает выставляться в 1982 г. на многочисленных «подпольных» и квартирных выставках, принимает участие в ежегодных международных биеннале современного искусства «Диалоги» в петербургском «Манеже», на протяжении всего времени существования в фойе Ленинградского рок-клуба работала постоянно обновляющаяся экспозиция работ художника.
В 2006 г. Андрей Столыпин организует и принимает участие в качестве художника и дизайнера в выставке «Художники и музыканты в рок-культуре».
В 2007 г. Столыпин в качестве художника и дизайнера принимает участие в 17-м фестивале «Послание к человеку» (Дом кино, Санкт-Петербург).
В 2008 г. Андрей Столыпин курирует и проводит международную выставку «Piirid» («Рубежи») в г. Нарва (Эстония), объединившую художников, скульпторов и фотографов Прибалтики и Санкт-Петербурга.
Работы Столыпина выставлялись на благотворительных аукционах современного искусства в Санкт-Петербурге и размещены в частных коллекциях в России, США, Франции, Германии, Эстонии.
В 2015 году известный музыкант и звукорежиссер Алексей Вишня в интервью сайту "Рок-клуб СПБ" сообщил, что Андрей Столыпин изначально является автором песни "За пивом", который впоследствии стал хитом кабаре-дуэта "Академия".

## Дискография (оформление альбомов)
- «Блок ада» (Алиса,1987),
- ЕР к альбому «Энергия» (Алиса,1987), (оформление ЕР - Николай Бельтюков).
- «Шестой лесничий» (Алиса,1989),
- «Шабаш» (Алиса,1991),
- «Jazz» (Алиса,1996),
- «Не Было» (Разные люди,1996),
- «Исполнение разрешено» (Борис Гребенщиков, Майк Науменко и Виктор Цой,1998),
- «Уходящее лето» (Илья Чёрт,2006).